# Bandera de Sentmenat
La bandera oficial de Sentmenat té la següent descripció:
Bandera apaïsada de proporcions dos d'alt per tres de llarg, vermella amb tres bitlletes blanques, carregades d'una ala blava cadascuna, totes tres en la mateixa disposició que en l'escut, és a dir, dues a dalt i una baix, col·locades en el centre òptic del drap, és a dir, que l'eix del conjunt de situa a 4/9 de l'asta.
Va ser aprovada el 3 d'octubre de 1990 i publicada al DOGC el 19 d'octubre del mateix any amb el número 1356.